# Gnetum leyboldii
Gnetum leyboldii är en kärlväxtart som beskrevs av Louis René Tulasne. Gnetum leyboldii ingår i släktet Gnetum och familjen Gnetaceae. Inga underarter finns listade i Catalogue of Life.